# Carbon Creek
Carbon Creek (v anglickém originále Carbon Creek) je epizoda seriálu Star Trek: Enterprise. Jde o druhý díl druhé řady pátého seriálu ze světa Star Treku.

## Děj
Kapitán Archer, T'Pol a Trip slaví v kapitánově jídelně přesně rok od chvíle, kdy se T'Pol stala členkou posádky. Archer a Trip naléhají, aby také dala k dobru nějakou historku, protože oni dva jich řekli již spoustu. T'Pol odmítne, ale později pod nátlakem souhlasí. K překvapení obou mužů prozradí, že první kontakt s Vulkánci neproběhl 5. dubna 2063 v montanském Bozemanu, nýbrž o zhruba 100 let dříve v Carbon Creek. V této chvíli začíná její vyprávění, jejímž hrdinkou je také prababička T'Pol, T'Mir.
V roce 1958 parkuje na oběžné dráze okolo Země vulkánská loď, jejíž čtyřčlenná posádka pozoruje a zkoumá lidský druh. Po třech týdnech mise selže impulsní pohon a loď zkusí před havárií vyslat nouzový signál. Náraz je tvrdý a kapitán ho nepřežije, tudíž je velením mise pověřena T'Mir. Komunikační zařízení jsou zničena, zásoby dochází a navíc není jisté, jestli byl signál o pomoc vůbec vyslán. Člen posádky Mestral navrhne, aby se vulkánská trojice včlenila mezi místní, protože v divočině moc dlouho nevydrží. Po počátečních problémech si na život v Carbon Creek zvyknou a protože šance na záchranu je stále menší, najdou si zde práci. Mestrala začnou lidé velmi zajímat, a proto je zblízka poznává: chodí na baseball, sleduje televizní seriály a dokonce naváže blízký vztah s Maggie, místní hospodskou. To se pochopitelně nelíbí T'Mir, která mu vztah zakazuje, ale Mestral nehodlá přestat. Krátce poté dojde v dole, ve kterém Mestral pracuje, k závalu. Vulkánci sice mají vybavení k záchraně zasypaných horníků, jenže T'Mir nechce dát svolení k jeho použití, protože by to byl projev soucitu, což je emoce. Po další výměně názorů nakonec souhlasí a horníky se jim podaří zachránit.
Po několika měsících od ztroskotání přilétá evakuační loď. Vulkánci mají několik dní na uzavření zdejší existence, ale Mestral návrat odmítne, jelikož chce i nadále studovat lidi. T'Mir projeví soucit ještě jednou, když získá peníze na další studium Jacka, místního nadaného chlapce. Potřebný obnos vydělá prodejem patentu suchého zipu. Při odletu T'Mir zalže, když označí kapitána i Mestrala za oběti nehody.
Hlavně pro Tripa zní historka těžko uvěřitelně, obzvlášť když T'Pol naznačí, že nemusí být pravdivá. Po příchodu do své kajuty T'Pol vyndá kabelku z 60. let, kterou si T'Mir přivezla ze své výpravy na zem.